# Cobra (película)
Cobra, el brazo fuerte de la ley (título original: Cobra) es una película de acción estadounidense de 1986 dirigida por George P. Cosmatos y protagonizada por Sylvester Stallone, Reni Santoni y Brigitte Nielsen (en aquel entonces esposa de Stallone).
El guion de Stallone estaba vagamente basado en la novela Fair Game de Paula Gosling, que fue filmada con ese título en 1995, también surgió de un par de ideas originales que Stallone tenía para la película Beverly Hills Cop, la cual iba a protagonizar. Stallone dejó Beverly Hills Cop buscando hacer una cinta menos cómica y más orientada a la acción.
La película recibió críticas negativas, con muchas críticas centradas en el uso excesivo de tropos de género y violencia excesiva. Debutó en el puesto número uno en la taquilla de EE. UU. donde ganó $49 millones en los EE. UU. y un total de $160 millones en todo el mundo. Con los años ha llegado a ser considerada una película de culto.

## Argumento
La película comienza con un miembro de una organización llamada Nuevo Orden, entrando a causar el descontrol en un supermercado en la ciudad de Los Ángeles. Los policías no pueden hacer nada, hasta que llaman a Marion Cobretti, alias Cobra (Sylvester Stallone). Cobretti, se infiltra en la tienda, localiza y negocia con el pistolero, quien lo amenaza al hablar de una organización vaga y desconocida llamada "El Nuevo Orden", un grupo supremacista de radicales sociales darwinistas que desprecian la sociedad moderna y creen que deben matar a los débiles, dejando solo a los más fuertes e inteligentes para gobernar el mundo. Cobretti mata al pistolero arrojándole un cuchillo en el abdomen y disparándole.
La modelo y empresaria Ingrid Knudsen (Brigitte Nielsen) se convierte más tarde en el objetivo prioritario del Nuevo Orden, después de presenciar a sus miembros y a su líder cometiendo uno de sus crímenes, este es identificado solo como "El asesino nocturno" (Thompson), en una ola de asesinatos. Ella se coloca bajo la custodia protectora de Cobretti y su compañero, el sargento Tony Gonzales (Santoni) después de un intento fallido de matarla en un estacionamiento. Cuando varias personas conectadas al Nuevo Orden hacen varios intentos fallidos de acabar con sus vidas, Cobretti teoriza que hay un ejército entero de asesinos que operan con el mismo modus operandi en lugar de un asesino en serie solitario con algunos asociados, pero su sugerencia es rechazada por sus superiores. Sin embargo, el Departamento de Policía de Los Ángeles está de acuerdo con Cobretti en que será más seguro si él y Knudsen se mudan de la ciudad. La organización secreta tiene una espía en la policía, Nancy, por esta razón, ellos siempre saben dónde estarán Marion e Ingrid.
A pesar de las sospechas y la desconfianza de Cobretti hacia Nancy, no hace nada y el grupo pasa la noche en un motel. La organización llega al amanecer y asedia el pequeño pueblo. Con apenas tiempo suficiente para reaccionar, los atacantes asaltan el motel de Cobretti e Ingrid, hiriendo a Gonzales en el proceso. Matando a varios miembros pero con más miembros de la secta en el pueblo, Cobretti e Ingrid escapan en una camioneta. La camioneta queda inutilizadas por la persecución, por lo tanto, los dos escapan a pie a través de una plantación de pomelo para escapar a una metalúrgica cercana.
Marion derrota a la mayor parte del Nuevo Orden, los pocos miembros restantes los siguen al edificio fabril. Cobretti elimina a todos los miembros y el Asesino nocturno dispara accidentalmente a Nancy, dejándose solo a sí mismo. Cobretti y el Asesino Nocturno participan en un duro combate cuerpo a cuerpo dentro de la fábrica, que termina con el asesino atravesado en la espalda por un gran gancho transportador que lo lleva a un horno y lo quema vivo.
La película finaliza con Marion e Ingrid yéndose en una moto que antes había pertenecido a un integrante del Nuevo Orden.

## Reparto
| Actor              | Personaje                        | Notas                              |
| ------------------ | -------------------------------- | ---------------------------------- |
| Sylvester Stallone | Teniente Marion 'Cobra' Cobretti |                                    |
| Brigitte Nielsen   | Ingrid Knudsen                   |                                    |
| Reni Santoni       | Sargento Tony Gonzales           |                                    |
| Andrew Robinson    | Detective Monte                  |                                    |
| Brian Thompson     | The Night Slasher                |                                    |
| John Herzfeld      | Cho                              |                                    |
| Lee Garlington     | Nancy Stalk                      |                                    |
| Art LaFleur        | Capitán Sears                    |                                    |
| Marco Rodríguez    | Grocery Store Gunman             | Acreditado como Supermarket Killer |
| Val Avery          | Jefe Halliwell                   |                                    |
| Bert Williams      | Comisionado Reddesdale           |                                    |
| David Rasche       | Dan                              |                                    |
| Nick Angotti       | Prodski                          |                                    |
| Harry Demopoulos   | Dr. Demopolous                   |                                    |
| Ron Jeremy         | Extra                            | No acreditado                      |

## Recepción
La película fue un gran éxito en la taquilla. Fue en ese momento el mejor estreno en la historia de Warner Brothers. Consultado el 26 de marzo del 2019. Sin embargo fue ampliamente criticada de manera negativa por los críticos por su violencia gráfica, por la tan simple actuación de Stallone y personajes estereotipados similares a las tiras cómicas. El lema sobre el póster de la película fue "El crimen es una enfermedad ... y yo la cura (Cobra)". Y en España fue, "El crimen es una enfermedad... él es el remedio".
La película fue nominada a múltiples Premios Golden Raspberry en 1986, en la que fue nominada a "Peor Película", "Peor Actor" (Sylvester Stallone), "Peor Actriz" (Brigitte Nielsen), "Peor Guion", "Peor Actor de Reparto" (Brian Thompson) y "Peor Nueva Estrella" (Thompson).
Con esta película, Stallone llegó al status de "star" de Hollywood, al recibir un cheque por valor de $10.000.000 de la época más un porcentaje de taquilla, a partir de esta película, lo que le permitió ser uno de los actores mejor pagados del mundo y el rey indiscutible, del género de acción, en los 80.
La película posee una aprobación del 14% por parte de la crítica especializada en Rotten Tomatoes, basada en 27 reseñas, y una aprobación del 42% por parte de la audiencia. En FilmAffinity tiene un puntaje de 4,6/10, y en IMDb un puntaje de 5,8/10.